# Barkiré Alidou
Barkiré Alidou (* 1925 in Niamey; † im 20. oder 21. Jahrhundert; auch Barkiré Halidou) war ein nigrischer Politiker.

## Leben
Barkiré Alidou besuchte die Grundschule und die Regionalschule in Niamey und absolvierte danach die École Normale Frédéric Assomption in Katibougou. Er leistete von 1947 bis 1948 Militärdienst bei den französischen Streitkräften. Später sollte er als Vizepräsident des einflussreichen nigrischen Veteranen- und Kriegsopferverbands wirken. Ab 1948 arbeitete Alidou als Lehrer, anfangs in Guidimouni und Zinder. Wegen seiner Mitgliedschaft in der Nigrischen Fortschrittspartei (PPN-RDA), der die Kolonialverwaltung argwöhnisch gegenüberstand, wurde er 1950 in die abgelegene Oase Bilma versetzt, wo er bis 1952 bleiben musste. Danach lehrte er kurz in Tahoua, bis er an verschiedene Schulen in Niamey wechselte.
Alidou wurde 1955 anstelle von Zada Niandou Präsident der Kultur- und Sportorganisation Amicale de Niamey. In deren renommierten Theaterensemble trat er bis 1965 regelmäßig als Schauspieler in Erscheinung. Präsident der Organisation blieb er bis zu deren Auflösung 1974. 1956 übernahm er außerdem das Amt des Schatzmeisters der Parteileitung des PPN-RDA. Niger wurde 1960 unter der Führung des PPN-RDA von Frankreich unabhängig. Barkiré Alidou war zu diesem Zeitpunkt Kabinettschef des Innenministers Yansambou Maïga Diamballa. Von 1962 bis 1965 war er in leitenden Funktionen im Verteidigungsministerium tätig. Die Verteidigungsminister in dieser Periode waren Ikhia Zodi, Djibo Yacouba und Noma Kaka. Alidou gehörte zum engsten Führungszirkel der Machthaber der Ersten Republik. Er wurde 1965 als Minister für wirtschaftliche Angelegenheiten, Handel und Industrie in die Regierung berufen. 1970 wechselte er das Ressort und wurde Justizminister. Er wirkte ab 1971 zusätzlich in der Lehrergewerkschaft Syndicat National des Enseignants du Niger als deren Sekretär für die Beziehungen zu den Eltern der Schüler. Seine Amtszeit als Justizminister endete am 15. April 1974 mit dem Militärputsch unter der Führung von Seyni Kountché, bei dem die Erste Republik aufgelöst wurde.

## Ehrungen
- Offizier des Nationalordens Nigers[1]